# Enes Halkić
Enes Halkić (1. ožujka 1976.) je hrvatski rukometaš. 
Za seniorsku reprezentaciju igrao je na Mediteranskim igrama 1997. godine.